# Agidel'
Agidel' (in baschiro Aɣiðel, in tataro Ağidel) è una città della Russia europea centro-orientale, nella Repubblica Autonoma della Baschiria. Sorge sul fiume Belaja (che in baschiro ha lo stesso nome della città), presso la sua confluenza nella Kama, 200 km a nordovest della capitale Ufa.
La città venne fondata nel 1980 durante la costruzione di un'importante centrale nucleare; ottenne lo status di città nel 1991.